# Delhi (Schiff)
HMS Delhi (D47) war ein Leichter Kreuzer der Danae-Klasse der Royal Navy und wurde nach Delhi dem Regierungssitz in Indien benannt. Sie wurde kurz nach dem Ersten Weltkrieg fertiggestellt und noch im Zweiten Weltkrieg eingesetzt.

Die Delhi wurde 1941/1942 bei einer Grundüberholung in New York zu einem Flugabwehrkreuzer umgebaut und erhielt eine neue Hauptbewaffnung mit fünf amerikanischen 127-mm-Mehrzweck-Geschützen. Sie wurde 1948 abgebrochen.

## Geschichte derDelhi
Im September 1916 wurden die ersten Kreuzer einer „verbesserten Ceres-Klasse“ als letzte Weiterentwicklung der vor dem Weltkrieg entwickelten Arethusa-Klasse bestellt. Der Auftrag für das im Juni 1918 zuerst fertiggestellte Typschiff Danae ging an die Kriegsschiffwerft der Firma Armstrong Whitworth. Im Sommer 1917 erhielt die Werft den Auftrag für drei weitere Kreuzer, die mit einem veränderten Vorschiff, dem sogenannten „trawler bow“, fertiggestellt werden sollten.
Durch das Kriegsende 1918 wurden nur zwei der Kreuzer auf dem High Walker yard der Werft in Newcastle fertiggestellt. Für den ersten dieser Aufträge erfolgte die Kiellegung am 29. Oktober 1917, der dann als Delhi am 23. August 1918 vom Stapel lief. Am 20. Juni 1919 wurde die Delhi an die Royal Navy geliefert.

### Erste Einsätze derDelhi
Bei ihrer Indienststellung wurde die Delhi der 1st Light Cruiser Squadron bei der Atlantic Fleet zugewiesen. Sie wurde für den Einsatz in der Ostsee ausgerüstet, um dort die durch einen Minentreffer im Mai ausgefallene Curacao zu ersetzen. Bis zum Dezember 1919 verblieb sie bei den Einheiten, die die baltischen Staaten beschützen sollten. Im Herbst 1920 war sie wieder in der Ostsee, lag aber während des Einsatzes meist in Kopenhagen. Die Delhi blieb bis 1923 bei der Atlantic Fleet.

### Empire Cruise
Am 27. November 1923 gehörte die Delhi mit ihren Schwesterschiffen Danae, Dragon und Dauntless zur „Special Service Squadron“ um die Schlachtkreuzer Hood und Repulse, die Devonport zu einem Besuch britischer Territorien auf einer Weltreise verließen. Die Delhi war das Flaggschiff der Kreuzerdivision des Verbandes.
Die erste Etappe führte über 2805 Seemeilen nach Freetown in der damals britischen Kolonie Sierra Leone und dann über weitere 3252 sm nach Kapstadt, wo der Verband am 22. Dezember 1923 eintraf. Nach Besuchen weiterer südafrikanischer Häfen ging es im Januar 1924 über Sansibar, Mombasa nach Trincomalee. Im Indischen Ozean vor der Navybasis auf Ceylon schloss sich am 24. Januar 1924 die Dunedin dem Verband an. Sie war seit dem Jahresende über Malta und Aden auf dem Weg zu ihrer neuen Station Neuseeland. Über Port Swettenham ging es bis zum 10. Februar nach Singapur, der künftigen Basis der Royal Navy für Ostasien. Dort trafen die Einheiten der Empire Cruise auf den drei Tage zuvor aus Hongkong eingetroffenen schweren Kreuzer Hawkins, den Leichten Kreuzer Carlisle und weitere Einheiten der China Station.

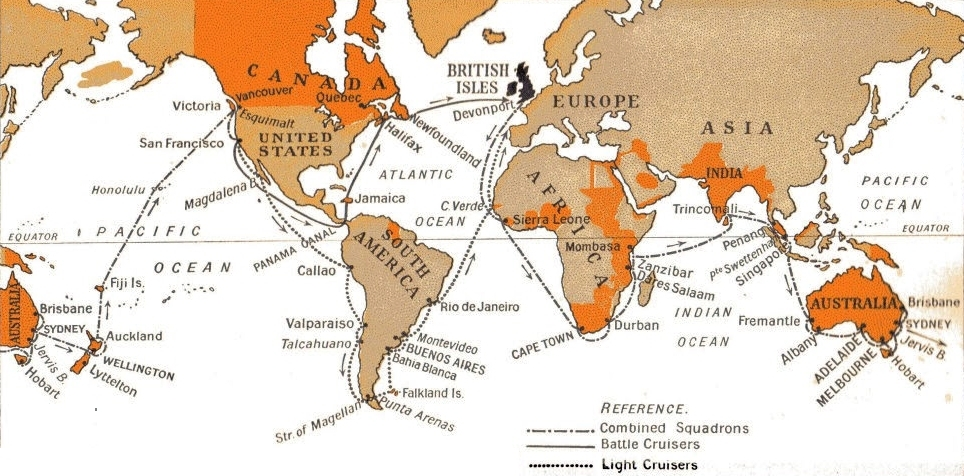
Die Route der Empire Cruise

Der Verband lief dann nach Australien, wo verschiedene Häfen zwischen dem 26. Februar (Fremantle) und dem 23. April 1924, der Abfahrt aus Sydney nach Neuseeland, besucht wurden.
Ein besonderes Ereignis des Besuches war die feierliche Versenkung des Schlachtkreuzers Australia nach den Bestimmungen des Washingtoner Flottenvertrages am 12. April. Der Tag wurde gewählt, um der Special Service Squadron die Teilnahme zu ermöglichen.
Der abgerüstete Schlachtkreuzer wurde 25 sm vor Sydney Heads in tiefem Wasser versenkt. Neben dem britischen Verband begleiteten die australischen Kreuzer Melbourne, Brisbane und Adelaide sowie die Zerstörer Anzac und Stalwart und etliche Fähren mit Zuschauern die Zeremonie.

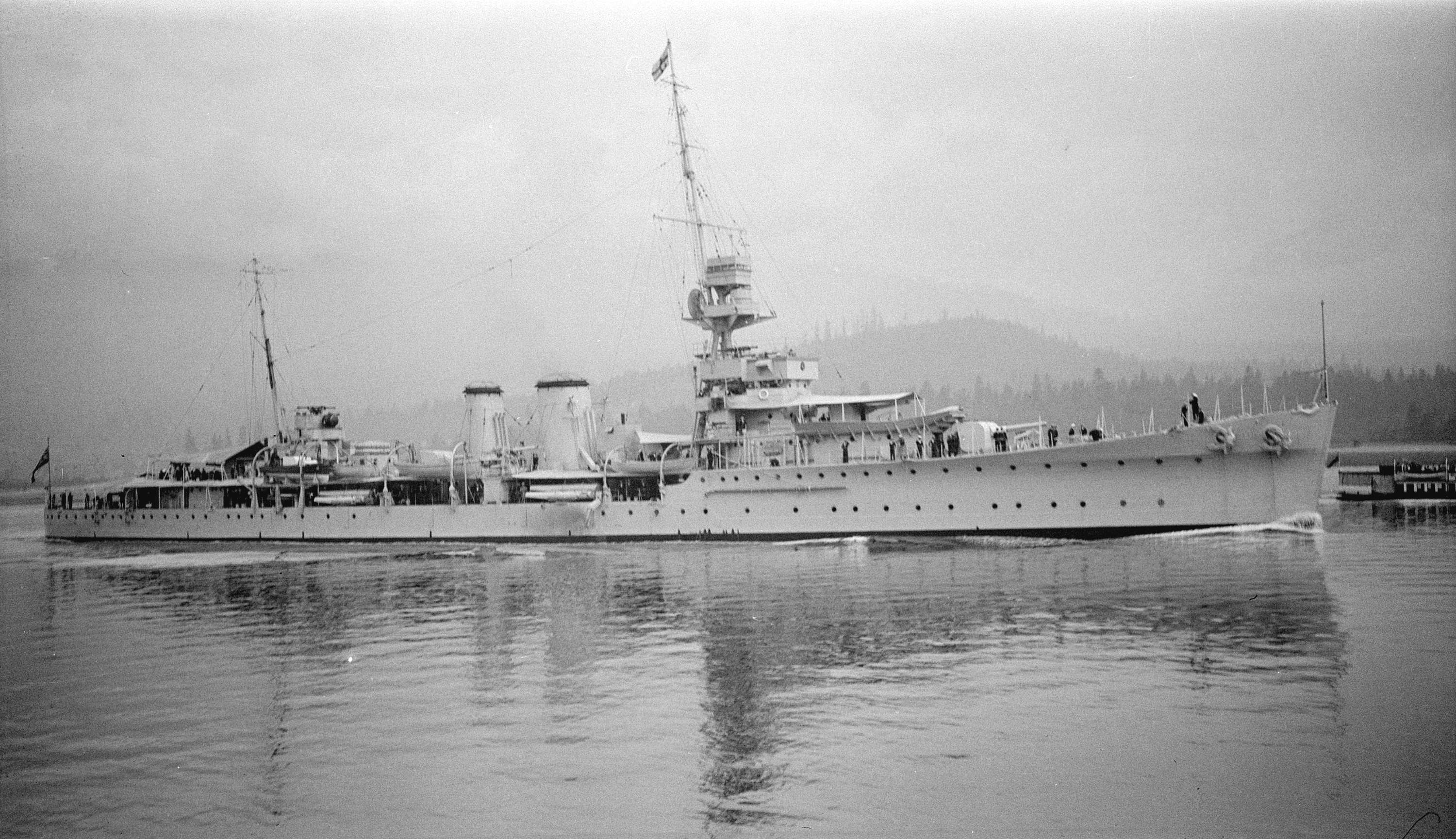
Die Delhi in Vancouver

Ab Sydney schloss sich der australische Kreuzer Adelaide der Special Service Squadron an, um ebenfalls eine Weltumrundung zu machen. Beim Besuch Neuseelands wurde die in Indischen Ozean zum Verband gestoßene Dunedin am 24. April der neuseeländischen Marine übergeben. Ab dem 18. Mai querte der Verband dann den Pazifik über Fidschi und Hawaii nach Kanada, wo die Marinebasis Esquimault und Vancouver (26. Juni bis zum 5. Juli) besucht wurden. Der Verband ging dann nach San Francisco, wo er am 7. Juli 1924 einlief. Von hier setzten die beiden Schlachtkreuzer mit dem australischen Leichten Kreuzer die Fahrt durch den Panamakanal und die Karibik nach Kanada und schließlich nach Großbritannien fort. Die Adelaide durchfuhr dabei als erstes Schiff der Royal Australian Navy den Panamakanal.
Die Delhi und ihre Schwesterschiffe setzten ihre Fahrt unter Konteradmiral Hubert Brand entlang der südamerikanischen Pazifik-Küste mit Besuchen in Peru und Chile, dann rund um das Kap Hoorn und über Argentinien, Uruguay und Brasilien fort. Die Kreuzer besuchten mehrere südamerikanische Häfen, die zum Teil nur paarweise besucht wurden, wobei Delhi in Valparaíso (7. bis zum 12. August) und Buenos Aires (23. bis zum 28. August) mit der Danae ein Paar bildete. Am 28. September 1924 trafen die Schlachtkreuzer und die leichten Kreuzer der 1st Light Cruiser Squadron erst in britischen Gewässern zwischen Bishop Rock und Plymouth wieder zusammen. Die Hood lief dann mit Delhi und Dauntless Plymouth an, während Repulse und Adelaide nach Portsmouth und Danae und Dragon nach Sheerness liefen.

### Weitere Verwendungen

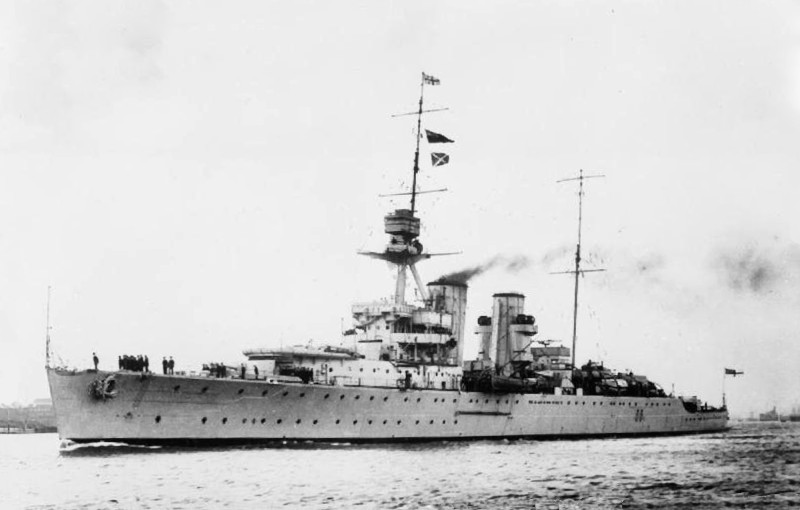
Der schwere Kreuzer Frobisher

Nach der Empire Cruise wurde die Besatzung des Kreuzers neu gebildet und er dann der ins Mittelmeer verlegten 1st Light Cruiser Squadron wieder als Flaggschiff zugeteilt. Im Januar 1925 übernahm er diese Aufgaben in Malta. Im Februar 1927 wurde die Delhi vorübergehend der China Station zugeteilt. Dort führte sie im März mit dem schweren Kreuzer Frobisher und dem Träger Hermes eine massive Anti-Piraten-Aktion in der Bias Bay, heute Daya Bay, bei der Landungstruppen Anlagen und Schiffe der Piraten an Land vernichteten. Im Januar 1928 kehrte die Delhi wieder auf ihre Position im Mittelmeer zurück und ging im Juli zur Überholung in die Heimat. Dabei wurden die 3-Zoll-Fla-Geschütze durch 4-Zoll-(102-mm)-Geschütze ersetzt, wie sie die letzten Schiffe der Klasse schon seit der Fertigstellung führten.

Im Juli 1929 wurde die Delhi zur 8th Light Cruiser Squadron auf der America and West Indies Station verlegt und besuchte während dieser Stationierung Häfen in Südamerika und den USA. Im Frühjahr 1932 begleitete sie die Hood, Repulse, Norfolk und Dorsetshire bei Besuchen der Azoren und der Karibik. Nach einem kurzen Aufenthalt in der Heimat wurde der Kreuzer im Mai 1932 als Flaggschiff zur 3rd Light Cruiser Squadron bei der Mediterranean Fleet verlegt. 1935 wurde die Delhi als Flaggschiff des Kreuzergeschwaders von der neuen Arethusa abgelöst. Während des Bürgerkriegs rettete die in Malta stationierte Delhi Flüchtlinge aus Palma de Mallorca, Barcelona und Valencia. Vor Valencia wurde der Kreuzer von National-spanischen Flugzeugen angegriffen und vom Kreuzer Canarias beschossen. Im Februar 1938 wurde der veraltete Kreuzer endgültig aus dem Mittelmeer abgezogen, außer Dienst gestellt und in Devonport der Reserve zugeteilt. Im Juni 1939 wurde das Schiff nach Chatham geschleppt, um dann wegen des drohenden Kriegsausbruch wieder ausgerüstet und bemannt zu werden.

### Erste Kriegseinsätze
Seit Mitte September 1939 wurde der Kreuzer bei der Home Fleet in der 11th Cruiser Squadron stationiert und bei der Northern Patrol eingesetzt. Am 25. Oktober 1939 stoppte die Delhi den Frachter Rheingold (5055 BRT) südlich von Island und brachte das deutsche Schiff nach Kirkwall. Am 12. November entdeckte sie bei den Färöern die Mecklenburg (7892 BRT), die sich selbst versenkte. Beim folgenden Vorstoß der deutschen Schlachtschiffe Gneisenau und Scharnhorst gegen die Northern Patrol, welche die Möglichkeiten eines Ausbruchs in den Atlantik erkundeten, stand die Delhi am zweitnächsten zum Versenkungsort der Rawalpindi. Sie beteiligte sich an der Suche nach den deutschen Schiffen, die sie bei schlechtem Wetter am 24. kurz sichtete, aber ihnen nicht folgen konnte.
Im Frühjahr 1940 wurde der Kreuzer zur Mittelmeerflotte verlegt, die sich auf einen möglichen Kriegsfall mit Italien vorbereitete. Als der Kriegseintritt Italiens im Juni 1940 erfolgte, gehörte die Delhi zu den Einheiten der in Gibraltar stationierten Force H und war an deren Vorstößen in das Mittelmeer und gegen Italien beteiligt.

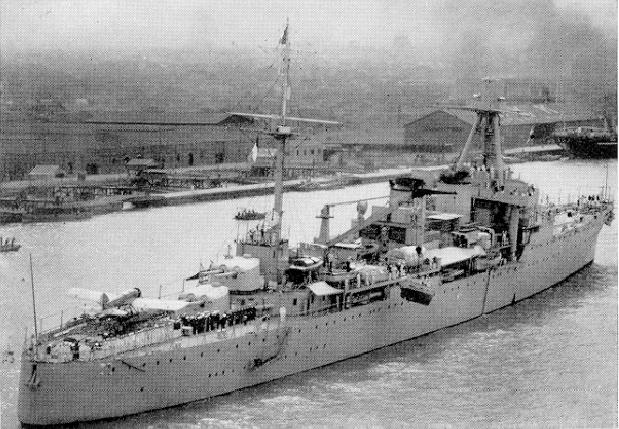
Das Schwesterschiff Dugay-Trouin der Primauguet

Im September wurde der Kreuzer dann an der afrikanischen Atlantikküste zur Kontrolle des französischen Schiffsverkehr zur Unterstützung der Freien Franzosen eingesetzt. Am 6. September überprüfte die Delhi die Lage in Pointe-Noire, Hafenstadt der französischen Kolonie Kongo. Dort vermutete französische Frachtschiffe hatten den Hafen zuvor verlassen.
Mitte September versuchten die französischen Marineeinheiten in Dakar die Kolonie Gabun zu verstärken, als Französisch-Äquatorialafrika zu den freien Franzosen übergetreten war. Der ältere Leichte Kreuzer Primauguet mit dem Tanker Tarn wurden als Treibstoffbasis vorgeschickt, jedoch von den Kreuzern Cornwall und Delhi abgefangen und nach Casablanca geleitet. Der französische Einsatzverband wurde von britischen Schweren Kreuzern beschattet und brach das Unternehmen zur Unterstützung Gabuns ab. Am 23. September 1940 griffen dann britische Seestreitkräfte Dakar an, um eine Landung gaullistischer Truppen vorzubereiten (Operation Menace). Zu den Angreifern gehörten die Delhi und ihr Schwesterschiff Dragon. Wegen der entschlossenen Verteidigung der Vichy-treuen französischen Streitkräfte befahl Churchill den Abbruch des Unternehmens.

Am 7. November 1940 griffen frei-französische Truppen Libreville in Gabun an und landeten Einheiten der Fremdenlegion. Als Transporter und Sicherungsgeleit wurden französische Schiffe eingesetzt. Britische Einheiten, darunter Delhi und Devonshire, beschränkten ihre Beteiligung auf die Küstenblockade Gabuns.
Der Kreuzer verblieb im Südatlantik und lief im Februar 1941 nach New York, wo er grundüberholt werden sollte.

### Umbau zum Flugabwehrkreuzer
Die Grundüberholung erfolgte beim US Navy Yard in Brooklyn. Sie beinhaltete auch den Umbau der Delhi zu einem Flugabwehrkreuzer. Grundsätzlich hatte die Royal Navy sich schon vor dem Krieg entschieden, ihre veralteten noch im Ersten Weltkrieg konstruierten Leichten Kreuzer der C- und D-Klasse für diese Aufgabe umzubauen. Nach zwei Prototypen begann ein Umbauprogramm, das alle noch vorhandenen C-Kreuzer umfassen sollte. Beim Kriegsbeginn 1939 waren zwei weitere Kreuzer umgebaut und zwei weitere im Umbau. Nach deren Fertigstellung 1940 erfolgten vorerst keine weiteren Umbauten.

siehe Cairo

Als Hauptbewaffnung erhielten diese Kreuzer vier 4-inch-(102-mm)-Zwillingsgeschütze. Bei dem geplanten Umbau der D-Klasse sollten die moderneren 4,5-inch-(113-mm)-Mehrzweckgeschütze erhalten. Bereitgestellte Geschütze sollten dann aber zur Bewaffnung zweier Dido-Kreuzer (Carybdis und Scylla) verwandt werden, deren Standard-Hauptbewaffnung nicht hinreichend gefertigt werden konnte.
Die in den USA in der Grundüberholung befindliche Delhi sollte daher als erstes (und einziges) britisches Schiff mit Standardwaffen der US Navy bewaffnet werden. Die überhöhten Geschütze am Bug und am Heck sowie das hintere der mittleren Geschütze wurden durch 5-inch-(127-mm)-Mehrzweckgeschütze, der Standardwaffe der USN-Zerstörer, ersetzt. Auch wurden vorn und hinten für diese Geschütze amerikanische Feuerleitstände eingebaut. Die Waffen der Delhi waren ursprünglich für den Zerstörer USS Edison der Gleaves-Klasse vorgesehen. Ursprünglich sollte das 6-in-Geschütz auf der Position „3“ erhalten bleiben, wurde dann aber doch entfernt und durch zwei Bofors-Vierlinge an den Schiffsseiten ersetzt. Dazu kamen noch acht einzelne 20-mm-Oerlikon-Maschinenkanonen.
Zu der Umbewaffnung kamen noch der Umbau der Brücke, die Schaffung zusätzlicher Räume für die geplante Radarausrüstung und eine neue elektrische Anlage. Dazu erhielt das Schiff zwei neue Dreibeinmasten.
Mit den alten 6-inch-Geschützen der Delhi wurde dann der britische Hilfskreuzer Asturias bewaffnet.

Im Dezember 1941 begannen die ersten Testfahrten der umgebauten Delhi, die am 12. Januar 1942 abgeschlossen wurden. Der Kreuzer wurde dann nach Norfolk (Virginia) verlegt und lief ab dem 4. Februar über den Atlantik nach Plymouth. Auf der dortigen Marinewerft erfolgte dann der Einbau der Radarausrüstung. Zwei Feuerleitgeräte vom Typ 285 wurden vorn und achtern installiert. Die Bofors-Vierlinge an den Schiffsseiten wurden von zwei Geräten des Typs 282 gesteuert. Dazu kam ein Radar vom Typ 271, dessen Doppel-Käse-Antenne sich in einem runden, laternenartigen Radom vor dem Hauptmast befand, zur Erkennung von Seezielen und auf beiden Masten Sensoren des Luftraumüberwachungsradars vom Typ 281. Schon im März begann die Erprobung des Schiffes mit der neuen Ausrüstung. Im Mai war das Schiff einsatzbereit.

## Erneute Kriegseinsätze

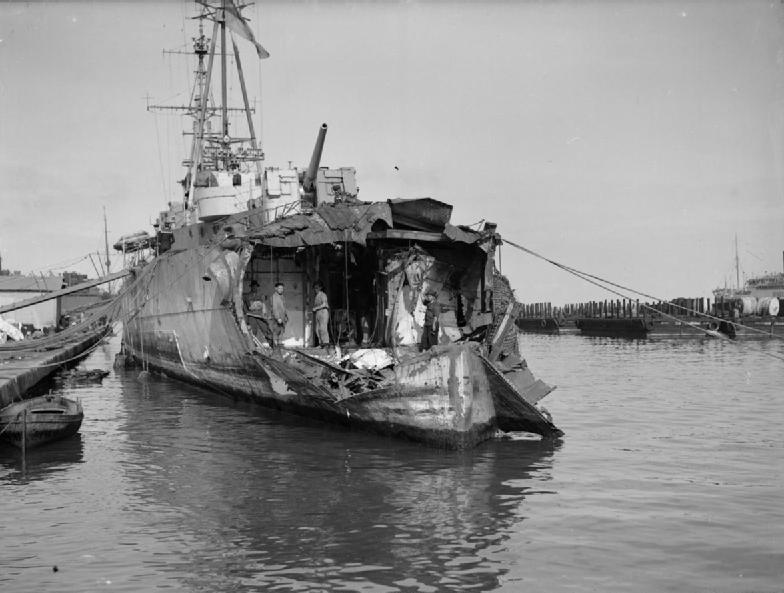
Bombenschaden am Heck der Delhi nach dem Einsatz vor Nordafrika

Bis zum Oktober 1942 wurde die Delhi in der Irischen See und an den südwestlichen Zufahrtswegen zu den britischen Inseln eingesetzt. Dann wurde der Kreuzer einer der beiden britischen Kampfgruppen zugeteilt, welche die alliierte Landung in Französisch-Nordafrika (Operation Torch) sichern sollten. Mit Teilen des Verbandes lief der Kreuzer vom Clyde über Gibraltar zum Einsatz bei der Center Task Force vor Oran. Nach der erfolgreichen Landung am 8. November 1942 verlegte die Delhi mit weiteren Einheiten nach Algier. Auf dem Weg erfolgte am 20. November 1942 ein Luftangriff eines italienischen Flugzeugs, das einen Treffer am Heck der Delhi erzielte, als diese versuchte, den Verband einzunebeln. Nach einer behelfsmäßigen Reparatur in Gibraltar lief der Kreuzer in die Heimat zurück und wurde bei Palmers in Jarrow repariert.
Ab Mai 1943 wurde der Kreuzer kurzzeitig wieder beim Plymouth Command eingesetzt, ehe er im Juni in das Mittelmeer verlegt wurde, um die alliierte Landung auf Sizilien (Operation Husky) zu unterstützen. Der erste Einsatz erfolgte vor Syrakus. Im September wurde die Delhi auch zur Unterstützung der Landung bei Salerno herangezogen. Auf dem Marsch dorthin wurde der Kreuzer durch eine Kollision mit der Uganda leicht beschädigt, setzt aber seinen Einsatz fort. Die Waffen der Delhi erwiesen sich als sehr geeignet für die Artillerieunterstützung der Landungstruppen. Während des Einsatzes vor Salerno wurde die Delhi aus der Luft angegriffen und von der Artillerie der Verteidiger beschossen. Ab dem 17. geleitete sie den Schleppzug mit der durch eine Gleitbombe beschädigten Warspite nach Malta und schoss mindestens einen Angreifer ab. Nach einer kurzen Überholung in Malta wurde der Kreuzer auch bei der nächsten Landung der Alliierten bei Anzio (Operation Shingle) in der Sicherungs- und Unterstützungsgruppe eingesetzt. Basis dieses Einsatzes war Neapel; im März wurde die Delhi von diesem Einsatz abgezogen und nach Gibraltar zur Konvoisicherung im westlichen Mittelmeer kommandiert.

Der von der Delhi ab dem 10. April in der Gibraltar-Straße begleitete Konvoi UGS.37 mit 60 Handelsschiffen wurde in der Nacht zum 12. auf der Höhe von Cape Bengut von 64 Bombern der Luftwaffe angegriffen, von denen 10 verloren gingen. Bis zum August erfolgten über zehn weitere Einsätze in verschiedenen Geleitzügen.

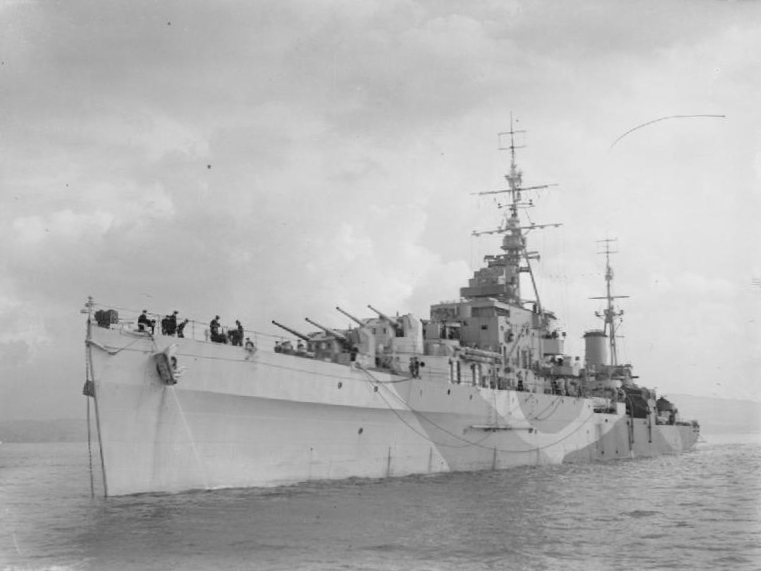
Die Royalist

Im August 1944 gehörte die Delhi mit dem neuen Flugabwehrkreuzer Royalist zur Kampfgruppe TG.88.1 mit fünf britischen Geleitträgern (Khedive, Emperor, Searcher, Pursuer und Attacker) mit je 24 Seafire-Jägern, gesichert durch sechs Flotten-Zerstörer, darunter die griechische Navarinon (ex Echo) sowie der Geleitzerstörer Wheatland und die beiden Kreuzer. Diese Kampfgruppe war eine der beiden Kampfgruppen der TF.88, welche die Luftsicherung der alliierten Landung in Südfrankreich (Operation Dragoon) durchführte.

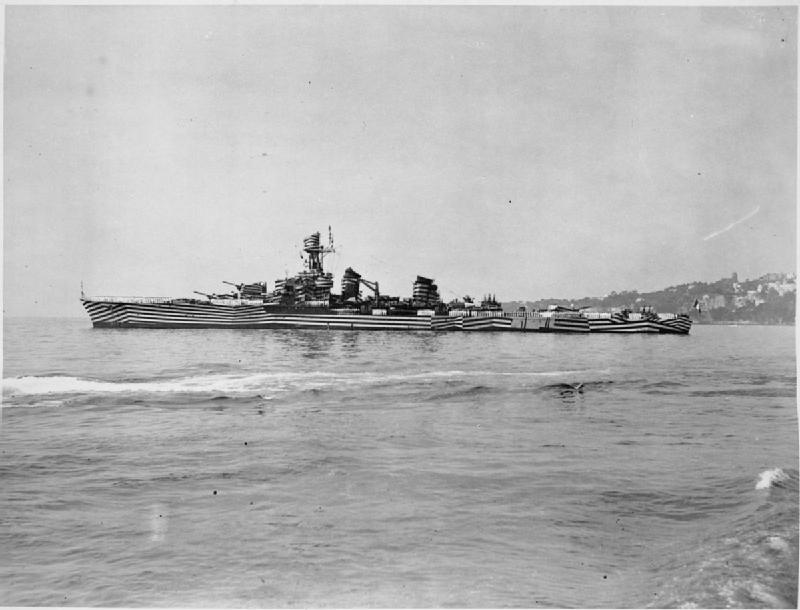
Der französische Kreuzer Gloire 1944

Am 13. September 1944 war die Delhi in Toulon, das an diesem Tag feierlich von den Freien Franzosen wieder übernommen wurde. In den durch die Selbstversenkung der französischen Flotte am 27. November 1942 noch weitgehend blockierten Hafen liefen unter anderem der Leichte Kreuzer Georges Leygues und der Minenkreuzer Émile Bertin ein.

Im Oktober wurde die Delhi dann mit dem Geleitzerstörer Wheatland in die Adria geschickt. Seit dem 10. November 1944 lag sie als Wachschiff und Flak-Batterie im Hafen von Split, das Ende Oktober von jugoslawischen Partisanen erobert worden war.

### Das Ende derDelhi
In Split wurde die Delhi am 12. Februar 1945 bei einem Angriff von sechs deutschen Sprengbooten schwer beschädigt. Der Angriff galt zwar ihr, aber traf sie nicht direkt, sondern ein Flugabwehr-Landungsschiff neben ihr mit Bereitschaftsmunition, welche die Wucht der Explosion verstärkte. Wieder wurde das Heck der Delhi schwer beschädigt. Die Propellerwellen und das Ruder waren nur eingeschränkt nutzbar. Für ihre Aufgabe als Wachschiff und Flak-Batterie war sie jedoch weiterhin voll einsatzbereit.
Die beschädigte Delhi wurde ab Mitte März über Malta zurück nach Großbritannien verlegt, wo sie im Mai in Chatham außer Dienst gestellt wurde. Die dortige Staatswerft befand jedoch, dass eine Reparatur nicht mehr wirtschaftlich war. So wurde sie dann nach Falmouth gebracht, dort abgerüstet und im Januar 1948 zum Abbruch verkauft, der im März in Newport begann.